# Piotr Koreywo

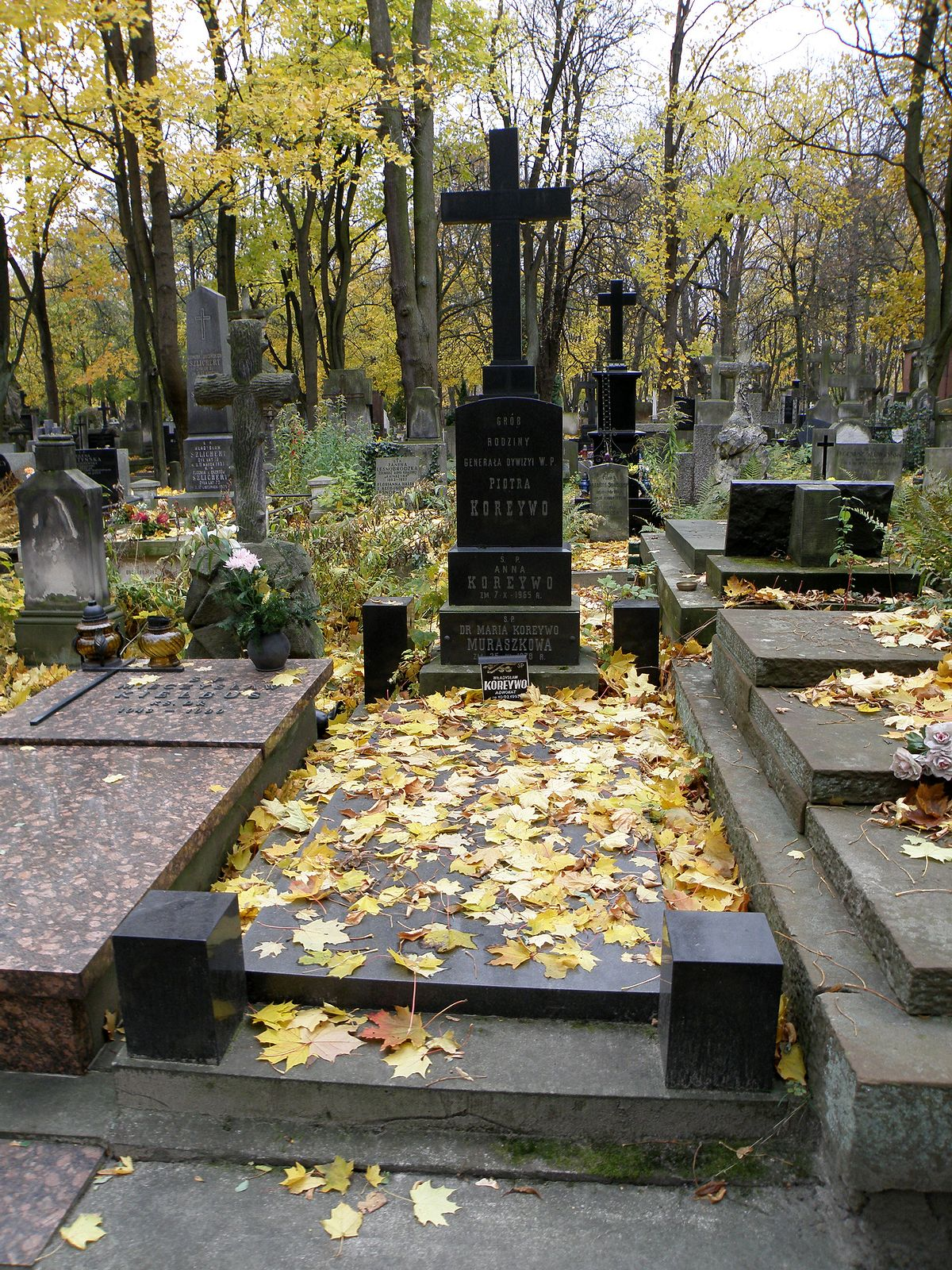
Grób rodziny Koreywo na Cmentarzu Powązkowskim w Warszawie

Piotr Koreywo (ur. 25 listopada 1857 w Sicie w guberni kowieńskiej, zm. 9 października 1923 w Wilnie) – generał porucznik armii Imperium Rosyjskiego oraz generał dywizji Wojska Polskiego, wiceprezydent Najwyższego Sądu Wojskowego.

## Życiorys
Był synem Symforiana i starszym bratem generała porucznika Witolda Czesława Koreywo. 
1 sierpnia 1874 rozpoczął służbę w armii rosyjskiej. Dwa lata później, po ukończeniu Pawłowskiej Szkoły Wojskowej, został mianowany podporucznikiem i przydzielony do Lejb-Gwardyjskiego Pułku Grenadierów w Sankt Petersburgu. W 1986 zweryfikowano go w stopniu chorążego gwardii. 
W latach 1877–1878 walczył na wojnie z Turcją. Od 1879 do 1882 był słuchaczem Aleksandrowskiej Wojskowej Akademii Prawniczej w Sankt Petersburgu. Następnie przez niemal pięć lat pełnił służbę na stanowisku zastępcy prokuratora wojskowego. W latach 1886–1899 był oficerem śledczym. W 1901 został mianowany generałem majorem ze starszeństwem z 6 grudnia 1901. 
W latach 1904–1905 – podczas wojny rosyjsko-japońskiej – kierował pracami Oddziału Prawnego 3 Armii Mandżurskiej, dowodzonej przez generała Aleksandra Kaulbarsa. Od 19 lutego 1908 był prokuratorem przy Sądzie Kazańskiego Okręgu Wojskowego w Kazaniu. W 1908 otrzymał także nominację na stopień generała porucznika ze starszeństwem z 13 kwietnia owego roku. 4 sierpnia 1911 został przewodniczącym Sądu Turkiestańskiego Okręgu Wojskowego, a 9 marca 1912 – Sądu Odeskiego Okręgu Wojskowego w Odessie. 10 lipca 1916 został przeniesiony  w stan spoczynku.
W 1918 służył w armii hetmana Pawła Skoropadskiego. 20 listopada objął funkcję przewodniczącego Kijowskiego Wyższego Sądu Wojskowego. Następnie pełnił służbę w Siłach Zbrojnych Południowej Rosji gen. Antona Denikina. 14 stycznia 1919 przywrócono go na stanowisko przewodniczącego Sądu Odeskiego Okręgu Wojskowego. W Odessie wstąpił do 4 Dywizji Strzelców Polskich gen. Lucjana Żeligowskiego. W 1919 wrócił do Polski i został przyjęty do Wojska Polskiego.
21 kwietnia 1920 zatwierdzono go (z pierwszym dniem tego samego miesiąca) w stopniu generała porucznika w Korpusie Sądowym. W latach 1919–1920 był członkiem Najwyższego Sądu Wojskowego, a w latach 1920–1921 jego wiceprezydentem. Z dn. 1 kwietnia 1921 został przeniesiony w stan spoczynku, w randze generała porucznika. 26 października 1923 Prezydent RP Stanisław Wojciechowski zatwierdził go w stopniu generała dywizji w korpusie generałów ze starszeństwem z dniem 1 czerwca 1919.
Zmarł 9 października 1923 w Wilnie. Został pochowany na tamtejszym Cmentarzu Na Rossie.

## Ordery i odznaczenia
- Krzyż Walecznych (1921)[3]

odznaczenia Imperium Rosyjskiego
- Order Świętej Anny IV klasy (1877)
- Order Świętego Stanisława III klasy (1878)
- Order Świętego Stanisława z Mieczami II klasy (1878)
- Order Świętego Włodzimierza IV klasy (1892)
- Order Świętego Włodzimierza III klasy (1896)
- Order Świętego Stanisława I klasy (1904)
- Order Świętej Anny z Mieczami I klasy (1905)
- Order Świętego Włodzimierza z Mieczami i Kokardą III klasy (1907)
- Order Świętego Włodzimierza II klasy (1911)
- Cesarski i Królewski Order Orła Białego z Mieczami (22 marca 1915)

## Grób rodzinny
W Warszawie na Cmentarzu Powązkowskim znajduje się grób rodzinny Koreywów. Pochowane są w nim Anna Koreywo (zm. 7 października 1965) i dr Maria Koreywo-Muraszko (zm. 25 listopada 1978).